# Abram Hewitt
Pour les articles homonymes, voir Hewitt.
Abram Stevens Hewitt (31 juillet 1822 - 18 janvier 1903) est professeur, avocat, fabricant de fer, président du Democratic National Committee de 1876 à 1877, membre du Congrès des États-Unis et maire de New York. Il est le beau-fils de Peter Cooper (1791–1883), magnat, inventeur et philanthrope. Il est surtout connu pour son travail avec la Cooper Union (il a d'ailleurs aidé Peter Cooper à la créer en 1859), et pour la planification du financement et de la construction de la première ligne (en) du métro de New York, pour laquelle il est considéré comme le « Père du New York City Subway System ».

## Jeunesse
Hewitt est né à Haverstraw, New York. Sa mère, Ann Gurnee, est d'origine française, de la lignée des Huguenots, tandis que son père, John Hewitt, vient du Staffordshire, en Angleterre. Ce dernier a émigré aux États-Unis en 1790 pour travailler sur une machine à vapeur destinée à alimenter l'usine d'eau de Philadelphie.
Hewitt fait son chemin et sort diplômé de l'université Columbia en 1842. Il enseigne les mathématiques à l'école, et devient avocat plusieurs années plus tard.
De 1843 à 1844, Hewitt voyage en Europe avec son étudiant, Edward Cooper (en), fils de l'entrepreneur et magnat Peter Cooper, et autre futur maire de New York. Sur le trajet du retour, tous deux font naufrage. À la suite de cela, Hewitt devient « presque membre de la famille Cooper », et en 1855, il épouse la sœur d'Edward, Sarah Amelia.

## Carrière
En 1845, financés par Peter Cooper, Hewitt et Edward Cooper ouvrent une usine de fer à Trenton, New Jersey, la Trenton Iron Company, grâce à laquelle, en 1854, ils produisent les premières poutres structurelles en fer forgé. Ils développent également d'autres produits innovants. Hewitt investit aussi dans d'autres sociétés, siégeant dans de nombreux cas à leurs conseils d'administration. Hewitt est connu pour fournir un travail dévoué pour le gouvernement américain et pour entretenir des relations particulièrement bonnes avec ses employés.
Après son mariage avec Sarah Cooper, Hewitt supervise la construction de la Cooper Union, l'établissement d'enseignement gratuit de Peter Cooper dont il préside le conseil d'administration jusqu'en 1903.

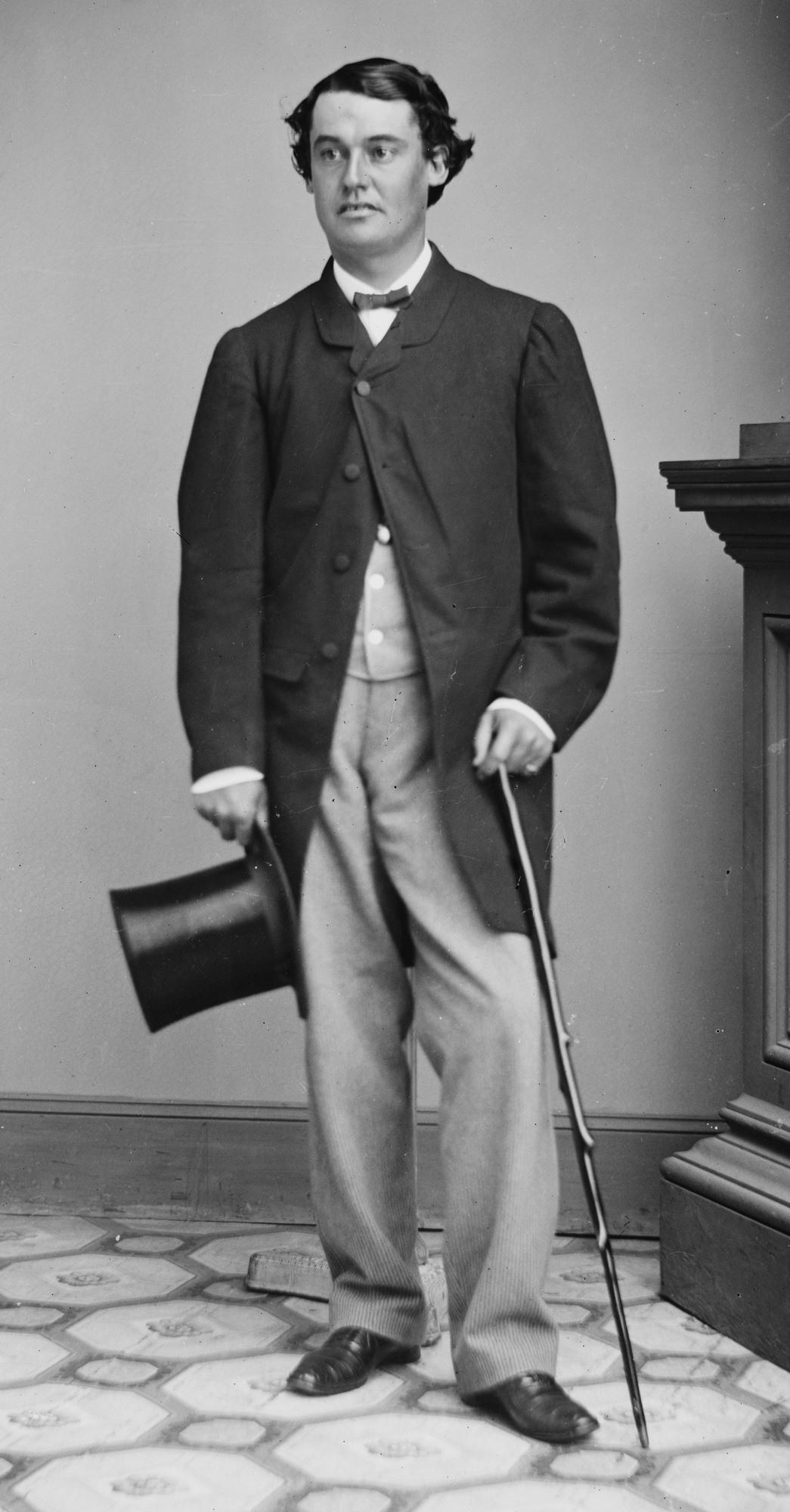
Hewitt entre 1855 et 1865.

En 1871, inspiré par le réformateur Samuel J. Tilden, Cooper joue un rôle important dans la campagne visant à provoquer la chute du "Tweed Ring" corrompu, basé au Tammany Hall et dirigé par William Tweed, et aide à la réorganisation du Parti démocrate de New York, que Tweed et Tammany avaient contrôlé. Il se lance pour la première fois dans la politique électorale en 1874, date à laquelle il remporte un siège à la Chambre des représentants des États-Unis où il sert pendant cinq mandats. Il prend également la tête du Democratic National Committee (en français : Comité national démocrate) en 1876, lorsque Tilden brigue la présidence. 
Le discours le plus célèbre de Hewitt est prononcé entre Manhattan et Brooklyn, lors de l'inauguration du pont de Brooklyn en 1883.
En 1886, Hewitt est élu maire de New York quand Richard Croker (en) du Tammany Hall -qui a repris le contrôle du Parti démocrate dans la ville -s'arrange pour que Hewitt obtienne l'investiture démocrate, en dépit du fait qu'il est le leader des "Swallowtails" anti-Tammany du parti : Croker a besoin d'un candidat solide pour s'opposer au candidat travailliste du United Labor Party, l'économiste Henry George. Tammany craint qu'une victoire de George ne réorganise la politique de la ville en fonction des classes, plutôt qu'en fonction des ethnies, et c'est sur ce point que Tammany est puissant. Theodore Roosevelt, candidat du Parti républicain, arrive en troisième position. Hewitt n'a guère de succès en tant que maire, en raison à la fois de son caractère désagréable et de ses croyances nativistes : il refuse, par exemple, de revoir le défilé de la Saint-Patrick, une décision qui éloigne une très grande partie de la base démocratique du pouvoir. Hewitt refuse également de donner au Tammany le contrôle du patronage qu'il désire, et Croker fait en sorte que Hewitt ne soit pas désigné pour un second mandat.
Hewitt est considéré comme un important défenseur des pratiques monétaires saines - d'où l'une de ses célèbres citations « Une taxation inutile est une taxation injuste. » - et de la réforme de la fonction publique. Il se fait remarquer pour son civisme et élabore un plan de financement et de construction innovant pour le système de métro de New York, pour lequel il est connu comme étant le « Father of the New York City Subway System » (« Père du système de métro de New York »).
Hewitt a beaucoup investi dans les ressources naturelles, il possède notamment d'importantes exploitations en Virginie-Occidentale, où William Nelson Page (en) (1854-1932) fait partie des gestionnaires. Il est également associé à Henry Huttleston Rogers (1840-1909), financier, magnat et homme clé dans la Standard Oil trust, et développeur reconnu de ressources naturelles. L'un des investissements de Hewitt, géré par Rogers et Page, est le Loup Creek Estate dans le comté de Fayette, Virginie-Occidentale. Le Deepwater Railway (en) est une filiale formée à l'origine par les investisseurs de Loup Creek et destinée à expédier sur une courte distance la houille provenant des mines de charbon, jusqu'à la ligne principale du Chesapeake and Ohio Railway (C&O), le long de la Kanawha. À la suite de conflits relatifs aux tarifs, le petit chemin de fer à courte distance est finalement étendu pour atteindre la Virginie, traverser cet État et arriver à un nouveau quai destiné à l'acheminement du charbon situé à Sewell's Point (en) sur Hampton Roads. Prévu en secret sous le nez des grands chemins de fer, il est rebaptisé le chemin de fer de la Virginie, et est également connu comme le Virginian Railway, mais aussi comme le « petit chemin de fer le plus riche du monde » pendant une grande partie de XXe siècle.

## Philanthropie
En tant que philanthrope, Hewitt s'intéresse particulièrement à l'éducation. L'Université Columbia lui octroie le diplôme de Docteur en Droit (en) en 1887, il devient président de son association d'anciens élèves en 1883, et l'un de ses administrateurs de 1901 jusqu'à sa mort. En 1876, il est élu président de l'American Institute of Mining Engineers (en), et est l'un des fondateurs et administrateur de la Carnegie Institution. Il est également administrateur du Barnard College et du Muséum américain d'histoire naturelle.

## Mort et famille

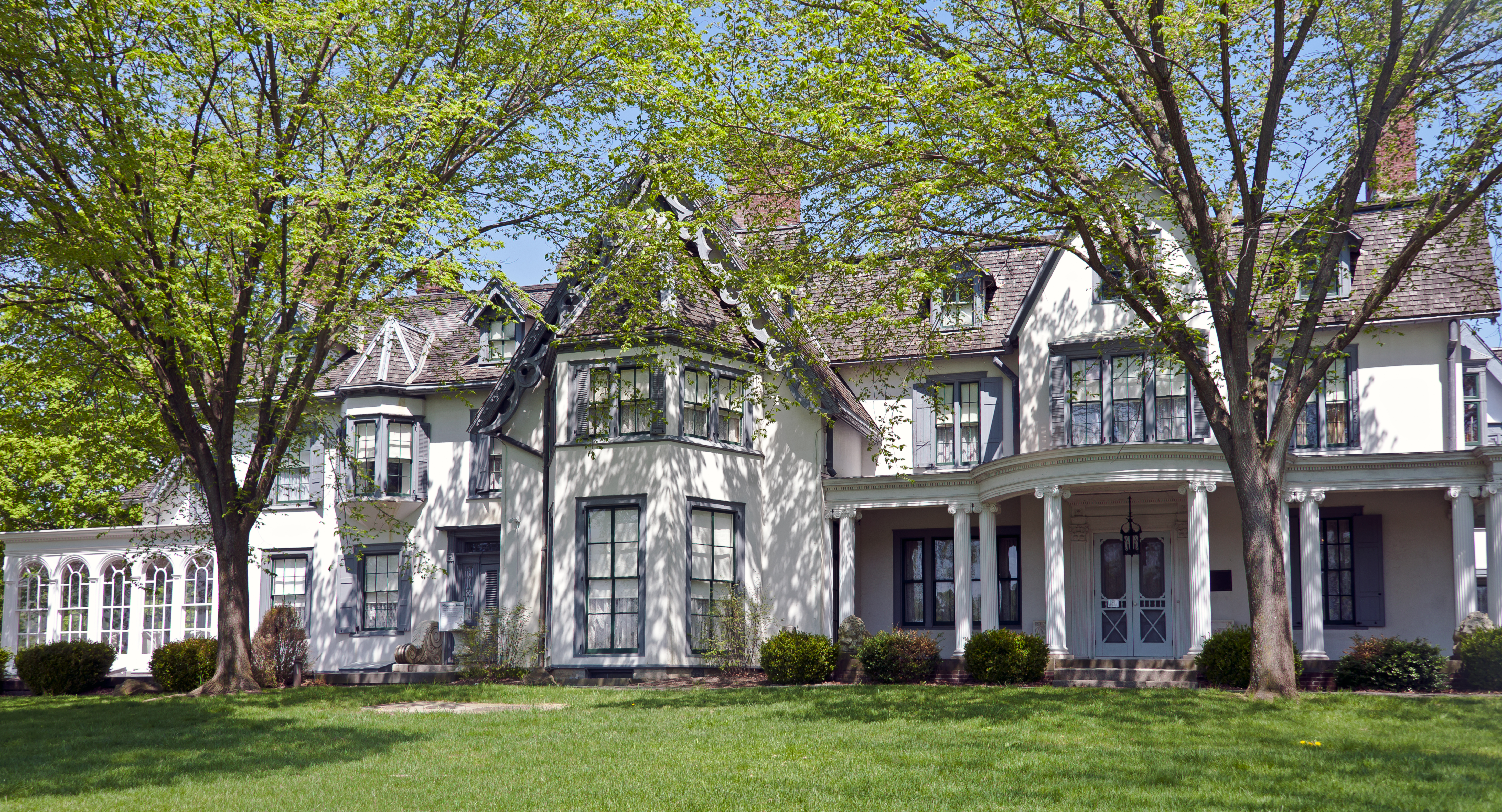
Photographie du Ringwood Manor prise en 2015, situé dans le comté de Passaic, dans l'État du New Jersey.

Hewitt meurt en 1903, et est enterré au cimetière de Green-Wood, Brooklyn, New York. Ses dernières paroles, après avoir ôté son tube d'oxygène de la bouche, sont « Et maintenant, je suis officiellement mort. »
Les filles de Hewitt, Amy, Eleanor, et Sarah Hewitt, construisent une étonnante collection d'arts décoratifs qui est exposée pendant des années à la Cooper Union et qui devient plus tard la collection la plus importante du Cooper–Hewitt, Smithsonian Design Museum. Son fils, Peter Cooper Hewitt (1861-1921), est un inventeur couronné de succès, tandis qu'un autre de ses fils, Edward Ringwood Hewitt (1866-1957), est également inventeur, mais aussi chimiste et expert dès son plus jeune âge de la pêche à la mouche. Il publie Telling on the Trout, parmi d'autres livres. Le fils cadet de Hewitt, Erskine Hewitt (1878-1938), est avocat et philanthrope à New York. Il fait don de Ringwood Manor (en) à l'État du New Jersey en 1936.

## Patrimoine

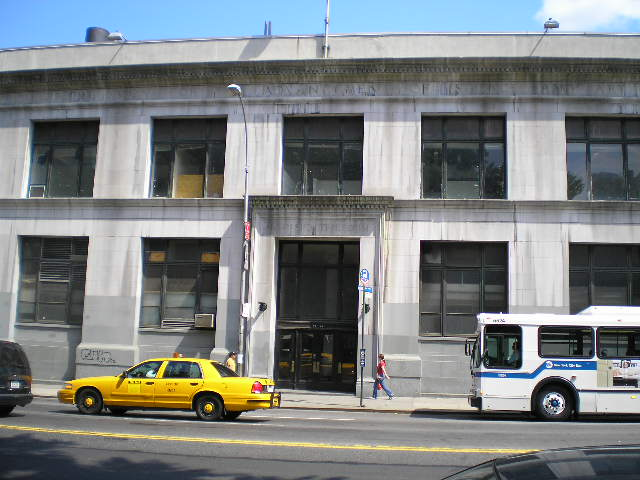
Abram Hewitt Memorial Building de la Cooper Union située sur Cooper Square, Manhattan.

- Un des bâtiments scolaires de la Cooper Union est nommé en son honneur. Il est démoli et remplacé par 41 Cooper Square (en) en 2007. Une colonne historique d'environ 6 m, située à l'intérieur du Hewitt Building, conçue par Stanford White, est transportée - comme il se doit - vers son lieu d'origine, au cimetière de Green-Wood, à Brooklyn, New York, où elle se dresse aujourd'hui sur le lieu commémorant le souvenir d'Abram S. Hewitt.

- Le bateau-pompe de New York, Abram S. Hewitt, qui sert de 1903 à 1958, est nommé en son honneur. Il finit par être mis au rebut, et on peut voir ce qu'il en reste à la casse appelée Witte Marine Scrapyyard, située à Rossville (Staten Island) (en).

- Une statue grandeur nature de Hewitt, constituée de marbre blanc, se trouve dans la grande salle de la chambre de commerce de l'État de New York, à Albany, New York.

- Le village historique de Hewitt (New Jersey) (en), situé dans la municipalité de West Milford, se trouve dans le Long Pond Ironworks State Park (en). Le village contient les ruines des fours utilisés pour la fonte du fer exploité par Cooper et Hewitt.

- Ringwood Manor (en), situé à Ringwood, qui fut la résidence d'été de la famille Hewitt de 1857 à 1930, est conservée comme l'élément central du Ringwood State Park (en).

- L'Abram Stevens Hewitt School (P.S. 130), dans le Bronx, est nommée en son honneur.

- Le Hewitt Hall du Barnard College de l'université Columbia est nommé en son honneur.

- La New Jersey State Forest; située le long du sentier des Appalaches, est nommée en son honneur.